# Ernst Zermelo
Ernst Friedrich Ferdinand Zermelo (Berlim, 27 de julho de 1871 — Friburgo, 21 de maio de 1953) foi um matemático e filósofo alemão, cujo trabalho teve influência direta nos fundamentos da matemática. É conhecido por seu papel no desenvolvimento dos axiomas de Zermelo-Fraenkel e na prova do teorema da boa-ordenação.

## Vida
Frequentou o Luisenstädtisches Gymnasium de Berlim, obtendo o Abitur em 1889. Estudou matemática, física e filosofia na Universidade de Berlim, na Universidade de Halle-Wittenberg e na Universidade de Freiburgo. Completou o doutorado em 1894 na Universidade de Berlim, com uma tese sobre cálculo de variações (Untersuchungen zur Variationsrechnung). Zermelo continuou na Universidade de Berlim, onde tornou-se ajudante de Max Planck, onde sob sua tutela começou a estudar hidrodinâmica. Em 1879 Zermelo foi para a Universidade de Göttingen, o melhor centro de pesquisa matemática do mundo na época, onde completou a habilitação em 1899.
Em 1910 Zermelo deixou Göttingen após ter sido indicado à banca de matemática na Universidade de Zurique, de onde saiu em 1916. Foi indicado à uma banca honorária em Freiburg im Breisgau, em 1926, de onde saiu em 1935 por não apoiar o regime de Hitler. No fim da Segunda Guerra Mundial, e sob seu pedido, Zermelo retornou a sua posição honorária em Friburgo.

## Pesquisa em teoria dos conjuntos
Em 1900, na conferência de Paris do Congresso Internacional de Matemáticos, David Hilbert desafiou a comunidade matemática com seus famosos Problemas de Hilbert, uma lista de 23 questões fundamentais até então sem solução, as quais os matemáticos deveriam atacar durante o século seguinte. O primeiro destes, um problema de teoria dos conjuntos, foi a hipótese do continuum, introduzida por Georg Cantor em 1878, e, no decorrer de sua declaração, Hilbert também mencionou a necessidade de se provar o teorema da boa ordenação.
Zermelo começou a trabalhar nos problemas de teoria dos conjuntos sob influência de Hilbert e, em 1902, publicou seu primeiro trabalho sobre a adição de cardinais transfinitos. Nessa época ele também descobriu o então chamado Paradoxo de Russell. Em 1904, ele conseguiu dar o primeiro passo, sugerido por Hilbert, em direção à hipótese do contínuo quando provou o teorema da boa ordenação (todo conjunto pode ser bem ordenado). Esse resultado trouxe fama a Zermelo, que foi indicado a Professor em Göttingen, em 1905. Sua prova do teorema da boa ordenação, baseada no axioma da potência e no axioma da escolha, não foi aceita por todos os matemáticos, principalmente porque o axioma da escolha foi um paradigma de matemática não construtiva. Em 1908, Zermelo conseguiu produzir uma prova nunca antes usada usando a noção de Dedekind de "cadeia" de um conjunto, que tornou-se melhor aceita; isso aconteceu já que no mesmo ano ele sugeriu uma axiomatização da teoria dos conjuntos.
Zermelo começou a axiomatizar a teoria dos conjuntos em 1905; em 1908, ele publicou seus resultados apesar de sua falha em provar a consistência de seu sistema axiomático. Veja o artigo em Teoria de conjuntos de Zermelo para um resumo deste artigo, junto com os axiomas originais, com a numeração original.
Em 1922, Adolf Fraenkel e Thoralf Skolem melhoraram, independentemente, o sistema axiomático de Zermelo. O sistema resultante de 10 axiomas, agora chamado de axiomas de Zermelo-Fraenkel (ZF), é agora o sistema mais comumente usado na teoria axiomática dos conjuntos.

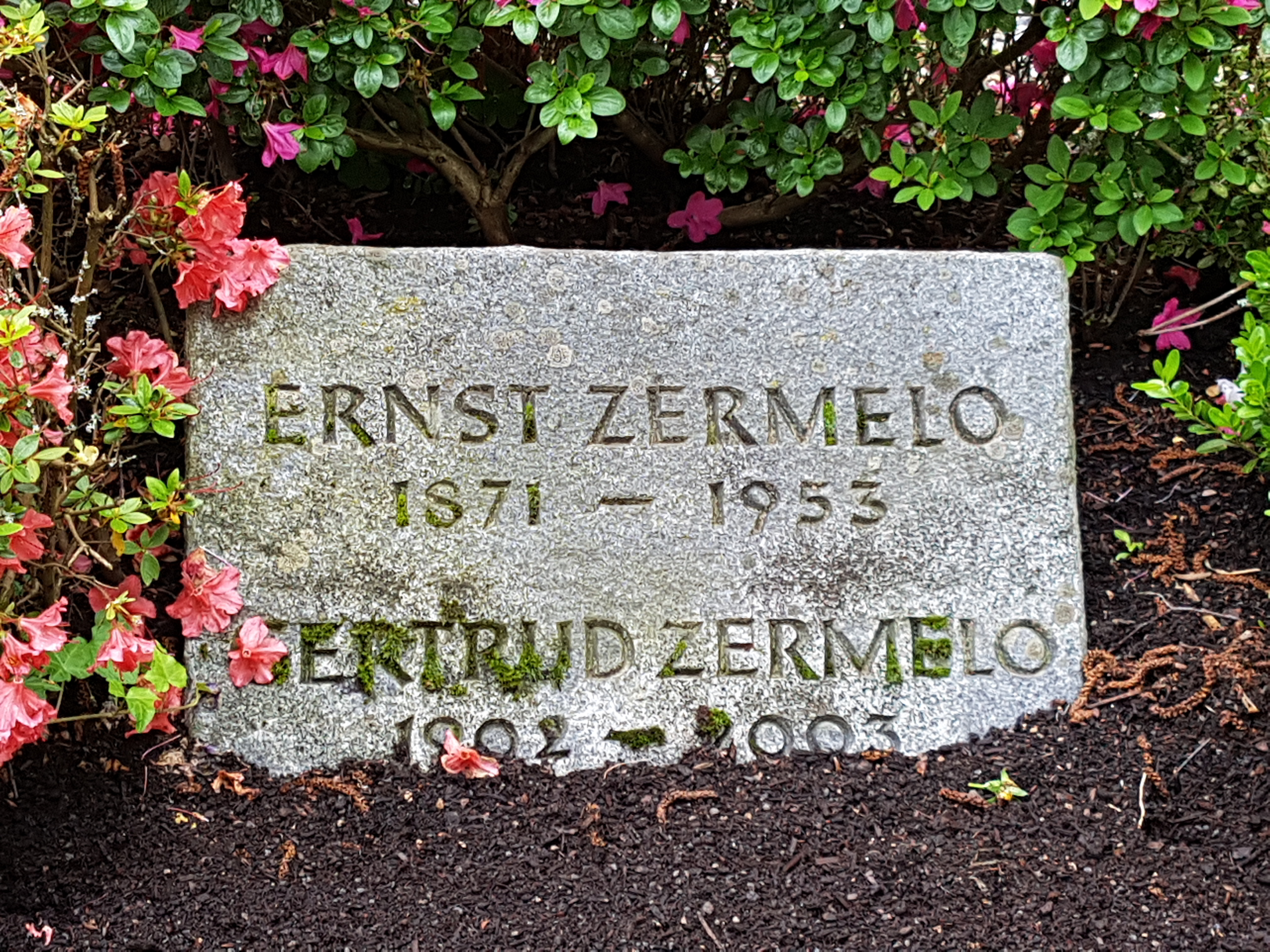
Pedra sepulcral de Ernst Zermelo no cemitério de Günterstal, no distrito de Günterstal em Freiburg im Breisgau

## Problema da navegação de Zermelo
Proposto em 1931, o problema da navegação de Zermelo é um problema clássico de controle ótimo. Os problemas lidam com um barco navegando em um corpo de água, partindo de um ponto O até um ponto de destino D. O barco é capaz de alcançar uma certa velocidade máxima, e nós queremos derivar o melhor controle possível para alcançar D no menor tempo possível.
Descartando-se forças externas como a correnteza e o vento, o controle ótimo é seguir uma segmento de reta de O a D. Considerando correnteza e vento, o caminho mais curto de O a D não é, de fato, a solução ótima.

### Literatura primária, traduzida em inglês
- Jean van Heijenoort, 1967. From Frege to Godel: A Source Book in Mathematical Logic, 1879-1931. Harvard Univ. Press.
  - 1904. "Proof that every set can be well-ordered," 139-41.
  - 1908. "A new proof of the possibility of well-ordering," 183-98.
  - 1908. "Investigations in the foundations of set theory I," 199-215.
- 1913. "On an Application of Set Theory to the Theory of the Game of Chess" in Rasmusen E., ed., 2001. Readings in Games and Information, Wiley-Blackwell: 79-82.
- 1930. "On boundary numbers and domains of sets: new investigations in the foundations of set theory" in Ewald, William B., ed., 1996. From Kant to Hilbert: A Source Book in the Foundations of Mathematics, 2 vols. Oxford Uni. Press: 1219-33.

### Secundária
- Ivor Grattan-Guinness, 2000. The Search for Mathematical Roots 1870-1940. Princeton Uni. Press.
- Kanamori, Akihiro (2004), «Zermelo and set theory», The Bulletin of Symbolic Logic, ISSN 1079-8986, 10 (4): 487–553, MR 2136635, doi:10.2178/bsl/1102083759
- Schwalbe, Ulrich; Walker, Paul (2001), «Zermelo and the Early History of Game Theory» (PDF), Games and Economic Behavior, 34 (1): 123–137, doi:10.1006/game.2000.0794
- Heinz-Dieter Ebbinghaus, 2007. Ernst Zermelo: An Approach to His Life and Work. Springer-Verlag ISBN 3-642-08050-2